# Liana John
Liana John (São Paulo, 7 de fevereiro de 1958 – São Paulo, 23 de julho de 2021) foi uma jornalista, pesquisadora, escritora e fotógrafa brasileira.

## Carreira
Formou-se em jornalismo pela Fundação Armando Alvares Penteado (FAAP) e ingressou na profissão em 1977, inicialmente na TV Tupi São Paulo. A partir de 1983, se especializou em Ciência e Meio Ambiente. Destacou-se em publicações como Isto é, Veja com Elio Gaspari e Dorrit Harazim, Guia Rural e Editora Abril (National Geographic Brasil), sendo uma das pioneiras do jornalismo ambiental no Brasil, tratando temas como ecologia e agricultura sustentável com Anna Primavesi, José Lutzenberger, Paulo Nogueira Neto, Alm. Ibsen de Gusmão Câmara, Matthew Shirts e outros.[carece de fontes?]
Em 1988, entrou para a Agência Estado (AE), liderando um serviço de matérias especiais sobre meio ambiente. Sua gestão foi crucial na preparação dos jornalistas da AE para a cobertura da Rio-92, implementando uma rede eletrônica pioneira em colaboração com a Rede Nacional de Pesquisa (RNP) e outras entidades.
Em 1995, criou a seção de Ciência e Meio Ambiente no portal da AE, no qual atuou como editora. Esta seção teve grande impacto, sendo distribuída para centenas de veículos de comunicação no Brasil e no exterior, incluindo jornais, emissoras de rádio e TV, revistas e agências de notícias internacionais.
Foi uma das criadoras da Revista Terra da Gente em 2004. Durante os seis primeiros anos da Revista atuou como editora executiva. Seu trabalho foi reconhecido com o Prêmio Ford de Conservação Ambiental. Ao longo de seis anos, de maio de 2004 até abril de 2010, foi responsável por 72 edições da Revista Terra da Gente.
De 2010 a 2021, atuou como sócia e editora na Camirim Editorial LTDA. Seu papel incluía a produção de textos jornalísticos, materiais audiovisuais e fotográficos, bem como a concepção de argumentos para documentários abordando temas como biodiversidade, ecossistemas, agricultura, meio ambiente, clima e ciência. Atendeu principalmente o especialmente o Grupo Bandeirantes de TV, o Canal AgroMais e o Canal Terra Viva. Nesse período foi editora executiva da Revista Ciência Pantanal e de seu conselho editorial. 

## Falecimento
Faleceu no dia 23 de julho de 2021, no Hospital Sírio Libanês, em São Paulo, aos 63 anos, cercada por sua família. Deixou uma carta de despedida a seus amigos jornalistas, fotógrafos, escritores, poetas e familiares. Foi enterrada no Cemitério Parque Flamboyant em Campinas, interior do estado de São Paulo.

## Vida pessoal
Liana John casou-se com Evaristo de Miranda, com quem visitou cerca de 40 países e teve 4 filhos: Tiago, Íris, Melissa e Daniel.

## Livros
Autora de extensa bibliografia com mais de 20 obras, incluindo "Nicarágua, Nicarágua" (1980), "Amazônia, Olhos de Satélite" (1990), "Rio Demene, um caminho para a Amazônia" (formato eletrônico - Embrapa, 1992), "Ilhas ao Largo, o Brasil de Alto Mar" (formato eletrônico, 2002), "Bastidores" (2007), "Jaguar" (2010), "O Valor da Água" (2011) e "Food & Wisdom: Sustaining Our Future By Harvesting Diversity" (2013), entre outros títulos significativos. 

## Prêmios e reconhecimentos
- 2001 - Prêmio de Reportagem sobre Biodiversidade da Mata Atlântica, concedido pela Aliança para a Conservação da Mata Atlântica[4]
- 2003 - Primeiro lugar no Prêmio Biodiversidade Brasil de Documentários[2]
- 2007 - Prêmio de Reportagem sobre Biodiversidade da Mata Atlântica, concedido pela Aliança para a Conservação da Mata Atlântica[4]
- 2008 - Prêmio de Reportagem sobre Biodiversidade da Mata Atlântica, concedido pela Aliança para a Conservação da Mata Atlântica[4]
- 2011 - Prêmio Jornalistas & Cia/HSBC de Imprensa e Sustentabilidade na categoria Mídia Nacional/Internet, pela série  “Plantadores de Florestas”[5]
- 2015 - Primeiro lugar do Prêmio Embrapa de Reportagem, na categoria Impresso[6]